# Typhlodromus guangdongensis
Typhlodromus guangdongensis är en spindeldjursart som beskrevs av Wu och Lan 1994. Typhlodromus guangdongensis ingår i släktet Typhlodromus och familjen Phytoseiidae. Inga underarter finns listade i Catalogue of Life.